# 假地胆草
假地胆草（学名：Elephantopus spicatus）为菊科地胆草属的植物。分布在菲律宾、印度尼西亚、台湾岛、非洲、马来西亚、美洲以及中国大陆的广东等地，多生在草地，目前尚未由人工引种栽培。